# Taking a Walk
Taking a Walk è un singolo del rapper statunitense Trippie Redd, pubblicato il 6 agosto 2018.

## Tracce
1. Taking a Walk – 2:01